# M15 (автодорога, Венгрия)
Венгерская автомагистраль M15 соединяет трассу M1 с Братиславой, столицей Словакии.
На M15 построены транспортные развязки, но пока ещё дорога не состоит из четырёх полос, как остальные автомагистрали; предполагается, что автотрасса в будущем расширится до 4х полос.